# Acantholycosa norvegica sudetica
Acantholycosa norvegica là một phân loài nhện trong họ Lycosidae.
Loài này thuộc chi Acantholycosa. Acantholycosa norvegica sudetica được Ludwig Carl Christian Koch miêu tả năm 1875.